# Drum and bass
Drum and bass (zkráceně drum’n’bass, d’n’b či dnb; [dɹʌm ənd beɪs]) je hudební žánr elektronické taneční hudby, který vznikl v 90. letech 20. století. Pro tento styl jsou charakteristické převážně instrumentální skladby, založené na výrazné basové lince spolu s bicími – od toho se odvíjí i původ jména stylu – anglicky drum’n’bass = buben a basy (basová linka). Tyto linky bývají někdy doplněny o další vokální či instrumentální samply. Drum’n’bass je oblíben mezi diskžokeji, pořádají se taneční party zaměřené pouze na tento styl hudby (např. Let It Roll).

## Kořeny

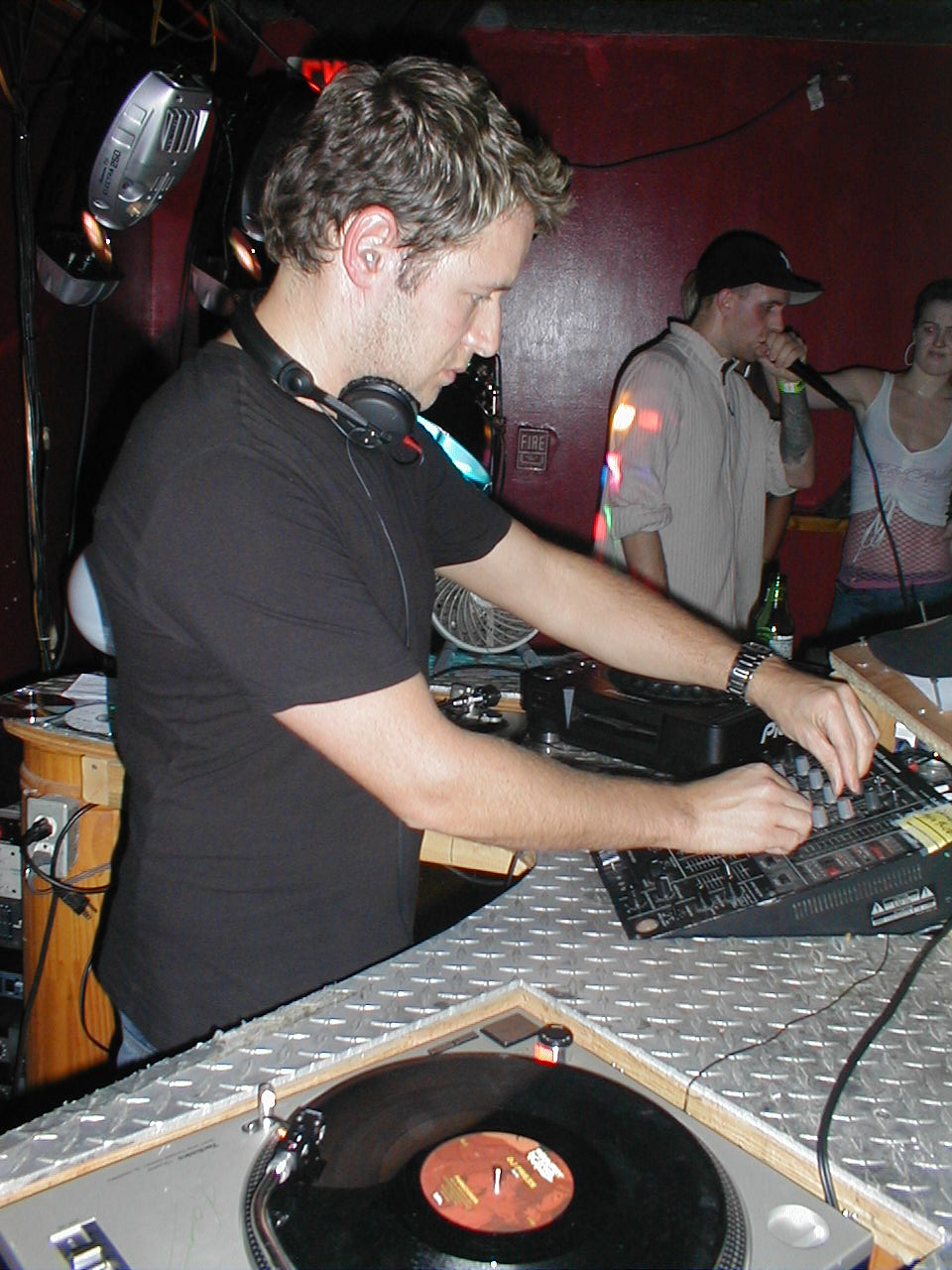
DJ Adam F u mixážního pultu

### Reggae
V raných šedesátých letech začali rastafariáni na Jamajce tvořit hudbu s prvky z karibské hudby a soulu, kterou nazvali ska. Později bylo tempo ska zpomaleno a tím vzniknul nový styl nazývaný reggae. Umělci do své hudby vkládali své náboženství, globální problémy, lásku a ještě mnoho dalšího. Ještě později se z reggae vyvinul nový hudební styl nazývaný ragga, který byl více elektronický a obsahoval více skatových vokálů. Ragga a reggae byly prvními a hlavními styly, které daly vzniknout drum’n’bassu. Silně zapuštěné kořeny černé kultury z Jamajky se v dnb promítají po celou dobu jeho existence.

### Breakbeat – 80. léta
O pět let později, v raných osmdesátých letech, byl hip-hop znám především ve velkých městech USA. Tancování na rapovou hudbu se stalo kulturou samo o sobě. Někoho tehdy napadlo, že by se dalo bojovat tancem, založeným na „breakdownech“ v hudbě. Tento tanec se stal známým jako breakdance a vysunul do popředí právě ty údery, které tvoří „breakdowny“. Vznikl nový hudební styl nazvaný breakbeat, který se stal třetím a nejdůležitějším prvkem pro vývoj drum’n’bassu. V této době dali lidé okolo Warehouse klubu v Chicagu vzniknout stylu, vycházejícímu z disco hudby, housu. House samotný nebyl pro zrod drum’n’bassu příliš důležitý, ale dal vzniknou stylu, který rozhodně byl – ravu.

### Rave 80. léta
Na konci osmdesátých let začali producenti housu experimentovat s basovým syntetizérem, známým Rolandem TB 303. Tato mašinka se spolu s Rolandem TR-808 a 909 stala páteří acid housu. Acid house si svoje pojmenování vysloužil svým „kyselým“ zvukem a také tím, že na party byste těžko hledali někoho, kdo by v sobě neměl kyselinu LSD nebo MDMA. Acid houseové party se rozšířily za oceán do staré dobré Anglie, do klubů jako např. Shoom, kde začínala spousta dnes dobře známých housových DJ.
Detaily o místě konání se přenášely pouze ústně mezi clubbery. Fakt, že o těchto parties věděli pouze vybraní lidé, je činil velmi přitažlivými. Obrovské ilegální rave party se začaly lavinovitě šířit a když se američtí producenti přeorientovali na dalšího potomka housu – techno (např. track od Joeyho Beltrama „Energy flash“), začal se ve Velké Británii postupně měnit acidový zvuk na hardcore rave. Ostrovní producenti do svých tracků vkládali spoustu breakbeatů, vysamplovaných z hip-hopových nahrávek z USA, stejně tak jako sub basy, piana s rostoucím zvukem a téměř ve všech nahrávkách se objevoval tvrdý, ale přesto happy znějící vibe, který měl za úkol stimulovat účinky obrovského množství extáze, která byla samozřejmou součásti každé této party.

### Rave 90. léta
Okolo roku 1992 byli producenti jako The Prodigy, Micky Finn & Aphrodite (zakladatelé labelu Urban Shakedown), SL2 (Slipmatt & Lime) na vrcholu žebříčku „Top of the Pops“. Státní orgány se začaly zajímat o ilegální ravové party, kde viděly užívat účastníky rozličné drogy a začaly šílet z tvrdých jednoduchých úderů. V tuto dobu se stali The Prodigy známými a populárními po celém světě. Současně s tím se začaly konat zátahy na velké ilegální free party a rave byl odsouzen k tomu, aby se stal pouze komerční hudbou, zatlačující pravou raveovou scénu zpět do undergroundu.
Krátce před touto dobou začaly „černé“ projekty v Londýně samplovat ragga a začaly ho mixovat s ravem, breakbeatem a hip-hopem. Základem byly rychlé zlomené beaty, hluboký, pomalý bas a ostatními prvky byly ragga samply. Byl vynalezen jungle, poslední, nejvýznamnější krok k drum’n’bassu.

### Jungle 90. léta
Nový undergroundový zvuk byl tvrdší, temnější, rychlejší a více podobný breakbeatu. V roce 1993 se jungle silně projevil. Producenti jako Q-Project, Deep Blue a Foul Play komponovali junglové melodie, zatímco lidé jako Slipmatt, Vibex a Dougal se vydali jiným směrem využívajícím breakbeatu do happy hardcoru, který se přetransformoval do stylu nazvaného „4 – t o - the floor“. Mezitím se jungle stal tvrdším minimalistickým stylem s více komplexními breaky. Jungle z této doby je přímým předchůdcem drum’n’bassu a znamená poslední krůček od šedesátých let.

#### Rozdíly mezi junglem a drum’n’basem
Název „jungle“ vymyslel anglický MC Rebel (mimochodem v Guinnessově knize rekordů byl do roku 2005 uveden jako nejrychlejší MC), který tvořil reggae dub s prvky breakbeatu a rave. V jednom z jeho tracků můžeme slyšet vokál „Big up all of d'junglists“, který byl vysamplován ze starého Jamajského dancehallového tracku. MC's na Jamajce svými texty opěvují všechny různé části Kingstonu, stejně tak jako dnes MC's opěvují různé části měst po celém světě. Jedna z částí Kingstonu, která je pokryta stromy a různou vegetací se nazývá „The Jungle“. V dancehallovém tracku MC pobízí lidi, kteří pocházejí právě z této části… proto „big up all d'junglists“. Termín jungle vznikl v souvislosti s reggae a neznamená „urban (městská) jungle“ – v souvislosti s velkými městy ve Velké Británii, jak si mnozí lidé myslí.
První junglové nahrávky pocházející od MC Rebela obsahovaly ragga samply, velmi zlomené beaty, jako amenové breaky, helicopter beaty a další. Basy byly jednoduché, s poutavou melodií, a to bylo vše: ragga samply, breaky a basy. V Anglii to byl hit a nová naděje pro ravery, ze kterých se stali junglists (nebo junglettes, pokud to byly ženy). Jungle ukazoval na gangstery, kriminalitu a nesnadný život. Nahrávky byly vždy kompletně stvořené ze starých samplů z minulosti, ale to se rychle změnilo.
Od roku 1994 se scéna úplně rozdělila na dva tábory, když jump-up jungle přinesl své ragga vokály, téměř infrazvukové basové linky a ihned rozpoznatelné breaky. Zvuky začaly být oposlouchané. Kvůli drsnému zvuku a ovlivnění hip-hopem, gangsta rapem a ragga zněl jungle tak trochu násilně, což dost lidí odradilo.
Zvuk se však změnil a beaty se staly jednodušší, ještě tvrdší a důraz byl kladen na tvoření vlastních samplů. Přibližně v této době rozjel Rob Playford label s názvem Moving Shadow. Vycházel na něm jungle bez ragga prvků. Zato v něm používal prvky ambientu. To otevřelo nový prostor a vznikla tak vlastně idea, že jungle potřebuje moderní prvky. Tak se zrodil intelligent jungle.
Ragga jungle zanikl okolo roku 1994 a britská scéna začala hledat nové ingredience pro nový jungle. Bez ragga, s vlastnoručně vytvořenými prvky, vznikl nový hudební styl drum’n’bass. Tento směr stále používal rychlé tvrdé breaky vycházející z hip-hopu a těžké basy vycházející z reggae, ale tentokrát s větším množstvím synthových zvuků, jako v ravu.

## Druhá polovina 90. let

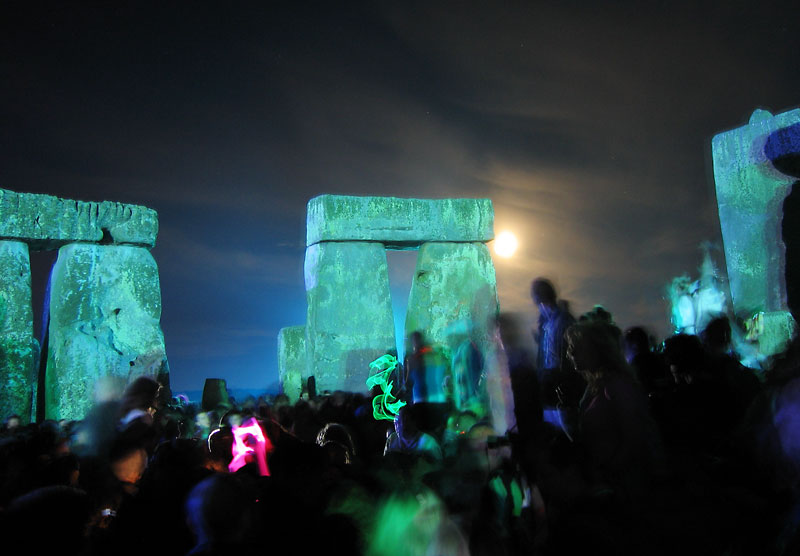
Drum and bassová párty u Stonehenge v roce 2005

Okolo roku 1995 začali producenti jako Roni Size a Adam F používat nesmírně živý zvuk a chtěli lidi naučit rozpoznávat, že jungle – nebo drum’n’bass, jak byl znám – je legitimní umělecká forma a není zrovna jednoduché ho tvořit, na rozdíl od jednoduchého ragga junglu let 1994-95. Pohodový, uklidňující styl junglu (intelligent), jehož hlavním zástupcem je LTJ Bukem, potvrdil, že producenti chtěli vzbudit zájem u nových zástupů lidí a změnit myšlení lidí, kteří si mysleli, že dnb scéna se chová jako uzavřený gang.
Rob Playford a Moving Shadow nebyli jediní, kteří pozvedli drum’n’bass na vyšší úroveň. V čerstvých devatenácti letech to byl i Danny Bukem (LTJ Bukem) se svým labelem Good Looking Records a lidé jako Dego and Marc Mac (4Hero) vydávající na Reinforced Records. Umělci jako Hype, Grooverider a Aphrodite posunuli d’n’b ještě dále. Jejich čas přišel v polovině devadesátých let s nástupem Goldieho. Ten se dal dohromady s Robem Playfordem a vydali album nazvané Timeless. Byl to velký hit – drum’n’bass bylo konečně slyšet po celém světě, a to zejména díky singlu Inner City Life. Album Timeless bylo první dnb album, které oběhlo celý svět. Význam labelů jako Reinforced, Moving Shadow, Good looking, Suburban base a samozřejmě Goldieho labelu Metalheadz začal prudce růst. Dříve malé undergroundové labely se staly zdrojem moderního drum’n’bassu.
O rok později vydal LTJ Bukem album Logical Progression, které je dodnes považováno za nejlepší intelligent dnb album všech dob. Naopak labely jako RAM records a Formation začaly ukazovat tvrdší stranu drum’n’bassu s mohutnými basovými linkami a ocelově tvrdými breaky – hardstep.
V roce 1997 hudebník z Bristolu jménem Roni Size vymyslel způsob, jak hrát dnb naživo s profi muzikanty v mixu dnb a jazzu (nazývá se jazzjungle, jazzstep, jazz’n’bass, drum’n’jazz…) Formace dostala název Reprazent a když Size vydal album New Forms, byla to hotová revoluce v dějinách dnb. Drum’n’bass se stával stále populárnějším. V roce 1997 začal také podstyl dnb s názvem techstep, který se stal více inteligentní a přitom tvrdou, temnou a velmi taneční odnoží dnb.

## Umělci

### Zahraničí
Aktive, Audio, Andy C, Aphrodite, Calyx, Delta Heavy, Fred V & Grafix, Hedex, Tokyo Prose, Xilent, Rene LaVice, The Prototypes, Dimension, Maduk, BCee, Netsky, Chase and Status, Aquasky Black Sun Empire, Camo & Krooked, Concord Dawn, Corrupt Souls, Cyantific, Kove, Dieselboy, Etherwood,John Plate, Jack Kaos, DJ Dara, D.kay, E-Z Rollers, Ed Rush, Evol Intent, Ewun, Feint, High Contrast, Mefjus, Technimatic, Teddy Killerz, Ill.Skillz, IMANU, J Majik, Tantrum Desire, A. M. C., Klute, Kosheen, Logistics, London Elektricity, LTJ Bukem, MoreBeat, Muffler, MUZZ, Noisia, Nu:Tone, Omni Trio, Optical, Pendulum, Photek, Q Project, Roni Size, Spor, State of Mind, Teebee, Zinc, ABIS, Synergy, Annix, The Caracal Project, Disphonia, Billain, Monrroe, TR Tactics, Mob Tactics, Dub Elements, Zombie Cats, Agressor Bunx, Alix Perez, DLR, Synergy, Neonlight, Frannabik, Makoto, Artificial Intelligence, Mollie Colins, 1991, T & Sugah, Ownglow, Koherent, Annix, Freaks & Geeks, Pola & Bryson, Degs, De:tune, In:most, S.P.Y, Redpill, Whiney, Dawn Wall, Telomic, Visages, Sustance, Sub Focus

### Česko
X.Morph, Gr3p, Crashman, BTTU, Druel, Karpa, Bonax, Zigi SC
Vaczech,
Forbidden Society, Rido, Counterstrike, QO, Akira, Symplex, Bea Philip T.B.C., Ohm Square, Pixie,, Drop Database, Grindaway, Sayko, A-Cray, Meph, MadFace, Drawn Moon, Mustaffa & Sheriff, One Blood, L-ori, Poliphonic, M.G, Dirigent.aux, Deetyx, Tridexx, Marko, TOTO, leduysleduy, Bhat-, Maimris, Popelka, Confusion, Beast:Freqnz, Kaira, Beaty, Gexan, Thez, PRDK, Marvi,Madface,Holotrope,Mezlik, RaveM,Tonny Terra.

### Slovensko
- Aliman
- B-Complex
- L Plus
- Subtension
- Kutlo
- Dephzac
- Changing Faces
- The Prophecy
- Slwdwn
- Fleurtek